# Middel-doelverband
Een middel-doelverband is een zins- of alineaverband dat een middel-doel tussen zinnen of alinea's aanduidt. Signaalwoorden die zo'n verband kunnen aanduiden zijn: waarmee, daarmee, met dat doel, het doel is, door middel van, om, om te, met behulp van.
Voorbeeld: "Om de eindronde te bereiken zullen we de komende twee wedstrijden echt moeten winnen."
Concluderend verband · middel-doelverband · oorzakelijk verband · opsommend verband · redengevend verband · samenvattend verband · tegenstellend verband · toelichtend verband · uitleggend verband · vergelijkend verband · voorwaardelijk verband